# Hoàng Tích Chỉ
Hoàng Tích Chỉ (1932 – 2022) là nhà biên kịch, nhà văn Việt Nam, được tặng Giải thưởng Hồ Chí Minh về Văn học - Nghệ thuật năm 2012. Ông là nhà biên kịch phim đầu tiên được tặng giải thưởng này.

## Tiểu sử
Hoàng Tích Chỉ sinh ngày 1 tháng 9 năm 1931 tại thôn Phù Lưu, xã Tân Hồng, huyện Tiên Sơn, tỉnh Bắc Ninh. Mặc dù cha ông làm quan phủ huấn học nhưng vì mẹ mất sớm và là vợ ba nên ông phải trải qua một tuổi thơ cơ cực. Mãi tới năm 7 tuổi cha ông mới đón về nuôi. Là quan phủ huấn học nên cha ông rất nghiêm khắc trong việc dạy dỗ con cái. Tuổi thơ hiếu động, lại không chịu học hành tử tế, cậu bé Chỉ đã hứng không biết bao đòn roi của bố.
Năm 1946, ông tham gia Cách mạng, làm trinh sát, biệt động Ty Liêm phóng tỉnh Bắc Giang. Năm 1956, làm Trưởng phòng Văn nghệ Ty Văn hóa Bắc Giang. Năm 1959, ông học Trường Đảng Nguyễn Ái Quốc. Năm 1961, học lớp biên kịch Trường Điện ảnh Việt Nam, tốt nghiệp năm 1963. Từ năm 1964, ông làm trưởng phòng biên tập Hãng phim truyện Việt Nam sau giữ chức giám đốc Hãng phim truyện I - Cục Điện ảnh. Năm 1996, ông về nghỉ hưu.
Ông la đảng viên Đảng Cộng sản Việt Nam; hội viên Hội Nhà văn Việt Nam từ năm 1980.
Ông từ trần vào ngày 20 tháng 3 năm 2022.

## Sự nghiệp
Hoàng Tích Chỉ là người biên kịch cho nhiều bộ phim kinh điển của Điện ảnh Cách mạng Việt Nam như: "Biển gọi", "Vĩ tuyến 17 ngày và đêm", "Em bé Hà Nội", "Mối tình đầu", "Thành phố lúc rạng đông"… Tên tuổi ông gắn liền với nhiều đạo diễn nổi tiếng đặc biệt là Nghệ sĩ Nhân dân Hải Ninh.
Ông đã giành được nhiều giải thưởng về điện ảnh: Bông Sen Vàng, Liên hoan phim Việt Nam lần thứ 3 (1975); Bông Sen Bạc Liên hoan phim Việt Nam lần thứ 1 (1970), 2 (1973), 5 (1980); Giải đặc biệt của Ban giám khảo Liên hoan phim quốc tế Moscow (1975); Giải Bồ Câu vàng đặc biệt, Liên hoan phim Lai xích - CHDC Đức (1975); Giải Chiếc thuyền bạc Liên hoan phim Hiện thực mới, Ý (1981).
Năm 2012, ông được tặng Giải thưởng Hồ Chí Minh về Văn học Nghệ thuật với các tác phẩm: Trên vĩ tuyến 17 (kịch bản phim truyện); Biển gọi (kịch bản phim truyện); Vĩ tuyến 17 ngày và đêm (biên kịch thứ nhất phim truyện); Em bé Hà Nội (biên kịch thứ nhất phim truyện); Mối tình đầu (biên kịch thứ nhất phim truyện); Thành phố lúc rạng đông (biên kịch thứ nhất phim tài liệu).

### Suy nghĩ về nghề văn
| “                                        | Tôi là con út, mồ côi cha mẹ sớm, 13 tuổi làm trinh sát, 15 tuổi cầm súng đối mặt với các thế lực thù địch sừng sỏ như tướng phỉ, tình báo đặc nhiệm. Tôi được rèn luyện, sống trong cái nôi tình nghĩa của đồng đội, đồng bào. Và 43 năm cầm bút viết kịch bản văn học điện ảnh một nghệ thuật tổng hợp, công nghệ kỹ thuật cao. Và mối quan hệ quần chúng, quốc tế cực kỳ rộng lớn... Tôi may mắn được đến viết kịch bản làm phim ở các chiến trường: Vùng giới tuyến Vĩnh Linh - Quảng Trị, chiến dịch Điện Biên Phủ trên không 1972 - Hà Nội. Chiến dịch Hồ Chí Minh 1975. Tôi luôn mơ ước có được thời gian viết tác phẩm văn học. Đã hơn 70 tuổi, trên bàn viết vẫn còn hàng chục kịch bản văn học đang đợi tôi... | ” |
| — nhà biên kịch, nhà văn Hoàng Tích Chỉ. | |   |

## Tác phẩm chính
- Biển gọi (Bông sen bạc năm 1970)
- Bão tuyến dựng thành phim "Vĩ tuyến 17 ngày và đêm" (Bông sen bạc 1973)
- Em bé Hà Nội (Bông sen vàng năm 1975)
- Mắt bão (1972) dựng thành phim "Tọa độ chết" (1985)
- Thành phố lúc rạng động
- Tướng cướp hoàn lương dựng thành phim truyện SBC
- Tiểu thuyết Bóng ma rừng Sác dựng thành phim "Bông hoa rừng Sác"Nguồn:[6]

## Vinh danh
- Giải thưởng Hồ Chí Minh về Văn học Nghệ thuật năm 2012.

### Giải thưởng điện ảnh
- Bông Sen Vàng, Liên hoan phim Việt Nam lần thứ 3 (1975)
- Bông Sen Bạc Liên hoan phim Việt Nam lần thứ 1 (1970), 2 (1973), 5 (1980)
- Giải đặc biệt của Ban giám khảo Liên hoan phim quốc tế Moscow (1975)
- Giải Bồ Câu vàng đặc biệt, Liên hoan phim Lai xích - CHDC Đức (1975)
- Giải Chiếc thuyền bạc Liên hoan phim Hiện thực mới, Ý (1981).

## Gia đình
Thân phụ Hoàng Tích Chỉ là cử nhân Hoàng Tích Phụng (1862 - 1940) thông thạo Hán học, giỏi tiếng Pháp, sống thanh bạch, liêm khiết, chính trực đã từng tham gia Đông Kinh Nghĩa Thục. Sau khi từ quan, cụ Hoàng Tích Phụng về làng, giữ cương vị Chánh hội giúp làng Phù Lưu và dạy học. Thân mẫu là cụ Nguyễn Thị Huyền, vợ ba của cụ Hoàng Tích Phụng.
Hoàng Tích Chỉ có các người anh đều khá nổi tiếng là: nhà báo Hoàng Tích Chu; họa sĩ Hoàng Tích Chù, được nhận Giải thưởng Hồ Chí Minh về văn học nghệ thuật năm 2000; nhà viết kịch Hoàng Tích Linh; bác sĩ ngoại khoa cao cấp Hoàng Tích Tộ.